# Sven E. Olsson
Sven E. Olsson var under många år filmrecensent i tidningen Arbetet. Han har också medverkat i filmtidskrifterna Chaplin, Filmrutan, Filmkonst samt i kvällstidningen GT/Expressen. 1979 tilldelades han priset Filmpennan och 2001 Jurgen Schildt-priset. Det senare priset motiverades så här:
"Som kritiker på tidningen Arbetet var Sven E Olsson i många år en av landets mest kvalificerade filmkommentatorer. Han hörde till de yppersta i den elit som såg till att filmjournalistik utanför Stockholm inte stod huvudstaden efter i vare sig kompetens eller elegans. Den insatsen kunde i sig själv vara skäl nog för en hedersbevisning.

Efter Arbetets sorgesamma nedläggning har Sven E Olsson haft modet att gå sin egen väg, etablerat sig som banbrytare på det svenska IT-nätet och skapat sig ett nytt forum med sin välredigerade hemsida 'Sven E:s cinemaskåp'. Som veteran håller pionjären stilen som personlig och precis, koncis och kunnig, kringsynt, vidsynt och rolig filmanalytiker - alltså inte olik Jurgen Schildt."
Under några år på 2000-talet hade Sven E. Olsson en egen hemsida, Cinemaskåpet.